# 伯默
伯默（德語：Böhme，發音：[ˈbøːmə] ⓘ）是德国下萨克森州海德县的市镇，面积37平方千米，2023年12月31日人口为943人。